# Fontaine Miroir d'eau, la Seine et ses affluents
La fuente Miroir d'eau, la Seine et ses affluents es una fuente diseñada y realizada por el escultor François-Raoul Larche y visible en los alrededores del Grand Palais, en la plaza Jean-Perrin, en el distrito 8 de París

## Histórico
François-Raoul Larche presentó este proyecto de yeso en el "Salon des artistes français" en 1910 y ganó la medalla de honor. Originalmente, el artista propuso este proyecto para la Place du Carrousel, pero finalmente se realizó en mármol unos años más tarde y se instaló en el costado del Grand Palais, en un espacio que desde entonces se llama " Plaza Jean-Perrin ". Murió en 1912 y Jean-Marie Mengue completó el proyecto.

## Descripción

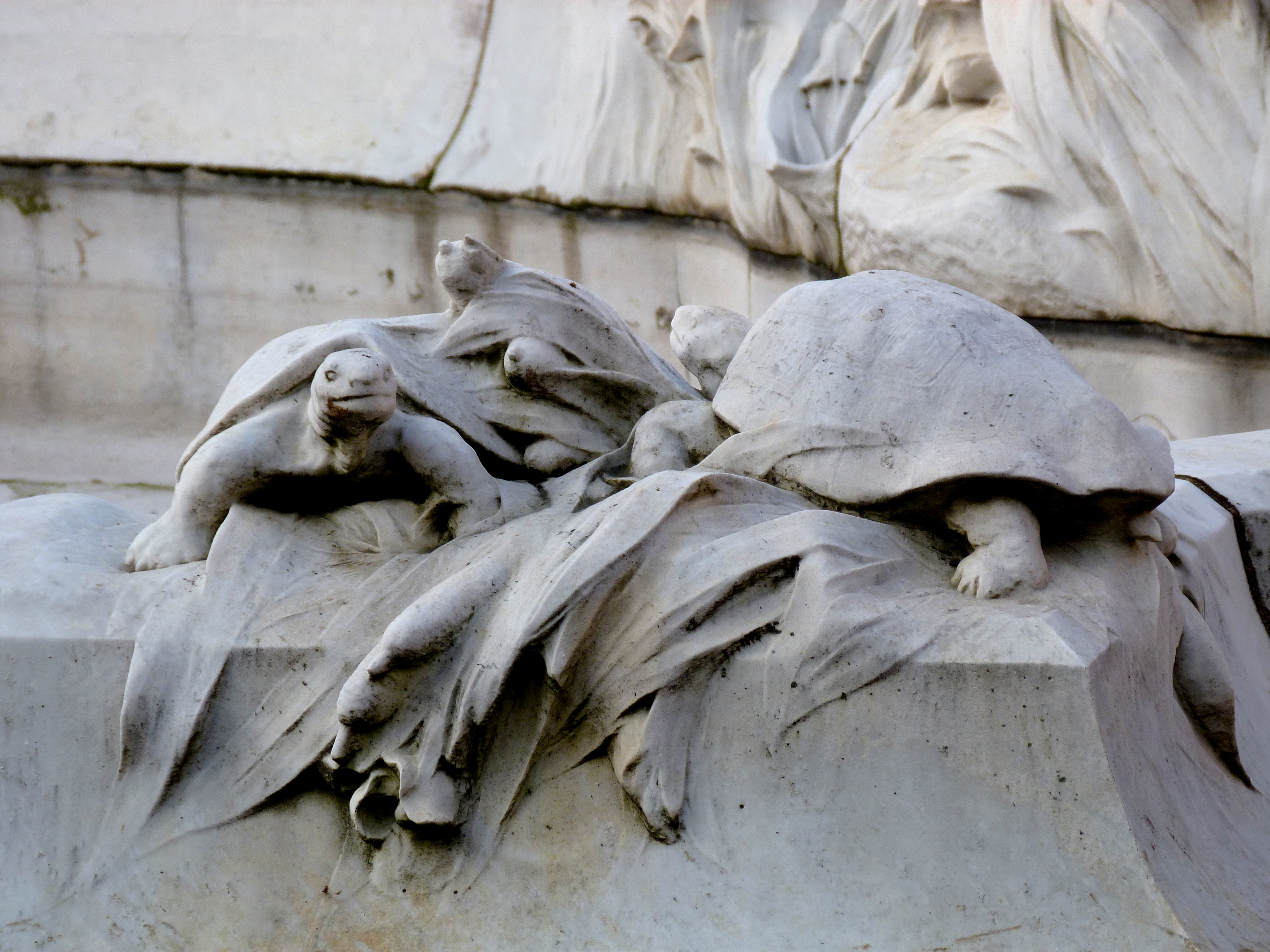
Detalle : tortugas.

La fuente se presenta como un gran estanque ovoide adornado en su borde con tres grupos de tres figuras que representan los afluentes del Sena. Para cada grupo, un personaje femenino adulto está acompañado por dos niños. Nueve ríos son así evocados: Aube, Loing, Essonne, Yonne, Armançon, Cure, Oise, Marne y Petit Morin.
También notamos un ambiente rico en plantas y animales (peces, tortugas). Las poses de los personajes son muy animadas y originales, todo tratado en un estilo típico del Art Nouveau. El nombre Miroir d'eau evoca la superficie plana del agua donde se reflejan los personajes, estando limitada al máximo la circulación del agua y procedente de un conducto situado bajo la superficie.
A principios de la década de 2020, un proyecto de reestructuración del Grand Palais prevé el « desembolso » de la plaza para facilitar el acceso al museo a ambos lados de la escalera que da al espacio verde. Hay planes para quitar la fuente y reemplazarla con un moderno "espejo de agua", lo que ha generado críticas de los defensores del patrimonio.